# Massimo Costa (regista)
Massimo Costa (Roma, 2 giugno 1951 – Roma, 30 gennaio 2004) è stato un regista italiano.

## Biografia
Figlio di Mario Costa, esordisce alla regia nel 1980, curando fino al 1988 speciali musicali e trasmissioni televisive per la Rai e Videomusic. Nel 1989 e nel 1990 si occupa del Festival Internazionale del Folklore di Agrigento. Esordisce alla regia di lungometraggi cinematografici nel 1989 con Voglia di rock, con Antonella Ponziani e Karl Zinny, presentato ai Festival di Locarno e di Valencia. Nel 1991 cura la regia dello spettacolo teatrale Bar Universal 24 ore su 24 e l'anno dopo mette in scena Ma l'amor mio non muore, una pièce in tre atti di Claudio Lizza. Fra gli altri spettacoli teatrali dirige, La regina gioca con il re (1994, con Marina Tagliaferri e Luca Lazzareschi) e Morì di profilo, (1995, con Alessandra Acciai e Marina Tagliaferro).
Torna al cinema nel 1998 e realizza Vuoti a perdere, con Giancarlo Giannini e Silvia De Santis, che nel 1999 viene presentato al Festival di Berlino  e al Noir in Festival di Courmayeur. Nel 2001 dirige La repubblica di San Gennaro con Aldo Giuffré e Lucrezia Lante della Rovere. Muore a 52 anni in un ospedale romano dove da qualche giorno era ricoverato in attesa di un trapianto.

## Filmografia

### Regista
- Voglia di rock (1989)
- Vuoti a perdere (1998)
- La repubblica di San Gennaro (2003)